# 香港—马来西亚关系
（爪夷文：هوبوڠن هونج كونج–مليسيا）是指香港特别行政区和马来西亚的双边关系。在一国两制法下，中华人民共和国负责香港的外交和国防事务。然而，香港拥有在经济、贸易、金融和货币领域的自主權。马来西亚也在香港设有领事馆。

## 外交代表
香港作为中国一个特别行政区，其外交事务由位于吉隆坡的中国大使馆管理。香港与马来西亚的贸易关系则由位于印度尼西亞耶加達的香港駐雅加達經濟貿易辦事處和吉隆坡的香港貿易發展局管理。
马来西亚于香港的领事馆位于灣仔区，于1971年7月2日开始投入运作。因当时香港由英国統治，而该领事馆在当时和其他英联邦国家称为专员署。1997年香港主權移交中国後，专员署便更名为总领事馆，最后一位专员职称也改为总领事。

## 经济关系
2010年，马来西亚成为香港的第十大贸易伙伴，贸易总额从2009年的872亿增加到1,105亿港元，并在后来逐步增加，到了2013年交易额为146.5亿美元。马来西亚在2009年也成为香港的第18大外资国，内向直接投資（IDI）股票达165亿港元，而香港对马来西亚的投资总额则达439亿港元。
2010年，香港成为马来西亚第三大外商直接投资地区（FDI），一共涉及11个项目，总价值27.7亿令吉，其中包括9个新项目和另外2个扩展及多元化项目。马来西亚企业在香港一共设有7个地区总部、19个地区办事处和33个地方办事处。2012年，双方也签署了节税和防止逃税协议。

## 医疗旅游
截至2012年，来自中国（包括香港）前往马来西亚接受医疗旅游的游客数量增加了一倍，从2010年的7,500人增加至15,000人。

## 扩展阅读
- Speech by PSCI on business relationship between HK and Malaysia （页面存档备份，存于）
- First Meeting of the Hong Kong – Malaysia Private Sector Dialogue on Offshore Renminbi Business（香港金融管理局）